# Hortaleza (metropolitana di Madrid)
Manoteras è una stazione della linea 4 della metropolitana di Madrid.
Si trova sotto all'Avenida de la Virgen del Carmen, nell'incrocio con la calle del Capitán Cortés, nel distretto di Hortaleza.

## Storia
La stazione fu aperta al pubblico l'11 aprile 2007, in corrispondenza dell'ampliazione della linea 4 dalla stazione di Parque de Santa María a quella di Pinar de Chamartín.

## Accessi
Vestibolo Hortaleza
- Capitán Cortés: Calle del Capitán Cortés 4
- Costa del Sol: Calle de la Costa del Sol 20 D